# Gregor Benko
Gregor Benko (* 4. August 1944 in Cleveland/Ohio) ist ein US-amerikanischer Publizist, Plattenproduzent und Sammler historischer Klavieraufnahmen.

## Leben und Wirken
Benko besuchte das Kalamazoo College und arbeitete dann in einem Schallplattenladen. 1964 gründete er mit Albert Petrak in Cleveland die International Piano Archives, die nach dem Umzug nach New York in International Piano Library umbenannt wurden. 1977 wurde die Sammlung, die inzwischen um die 40000 historische Schallplatten, Tonbänder, Notenrollen, Bücher und Gegenstände umfasste, der Bibliothek der University of Maryland übertragen.
Benko gab anhand des gesammelten Materials Kurse für Klavierstudenten an der Universität, wirkte weiter als Berater der nunmehr International Piano Archives of Maryland genannten Sammlung, schrieb Artikel, Diskographien und Kritiken für Musikzeitschriften und Covertexte für Schallplatten historischer Aufnahmen von Rachmaninow, Hofmann, Godowsky und anderen bei den Labels RCA Records, Decca Records und Columbia Records. Bei HomophoneCD gab er das Album The Muse Surmounted heraus, das Aufnahmen von Florence Foster Jenkins mit denen von elf zeitgenössischen Pianistinnen vereint. 
Daneben hielt er Vorlesungen bei Musikfestivals und an zahlreichen amerikanischen Universitäten und wirkte als Berater für historische musikalische Materialien bei verschiedenen Bibliotheken. Zwei Jahre war er Direktor für Spezialprojekte bei PolyGram und zwei Jahre Partners des Eigentümers von Lion Heart Autographs, einer Firma, die mit historischen Dokumenten handelt.
In jüngerer Zeit hielt er gemeinsame Vorträge mit dem New Yorker Musikkritiker und Autor Harold C. Schonberg, dessen Gedächtnisfeier in der Carnegie Recital Hall er 2003 leitete. Er arbeitet an einer Fernsehdokumentation und einer Biographie des Pianisten Józef Hofmann.
| Personendaten    | Personendaten                                    |
| ---------------- | ------------------------------------------------ |
| NAME             | Benko, Gregor                                    |
| KURZBESCHREIBUNG | US-amerikanischer Publizist und Plattenproduzent |
| GEBURTSDATUM     | 4. August 1944                                   |
| GEBURTSORT       | Cleveland/Ohio                                   |